# 高標10型半自動霰彈槍
高標10型半自動霰彈槍（英語：High Standard Model 10）是一款由美国槍械設計師阿爾弗雷德·克勞奇（英語：Alfred Crouch）於1950年代後期所研製，並且由位於康乃狄克州哈姆登鎮的高標生產公司（英語：High Standard Manufacturing Company）所生產的犢牛式半自動戰術霰彈槍，發射12鉛徑霰彈。它的特色是採用犢牛式設計、可旋轉式槍托底板，以及內置式戰術燈。

## 研製歷史和設計

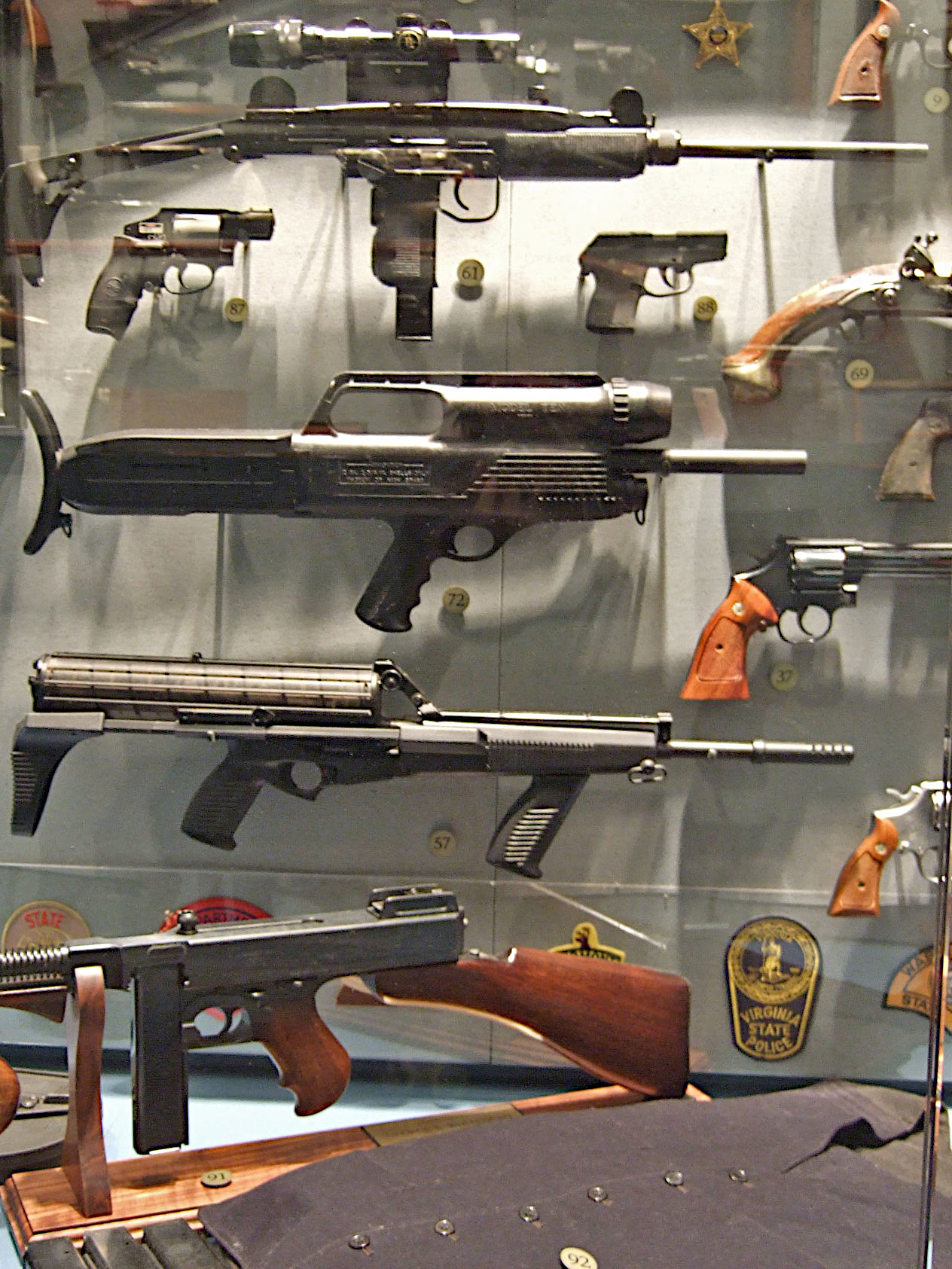
高標10A型霰彈槍（由上至下的第二把）

高標10型半自動霰彈槍的設計是從1950年代開始，它是由當時的一名加利福尼亚州圣莫尼卡市警察，阿爾弗雷德·克勞奇警長所研發。克勞奇認為若有一種能單手操作，而且火力持續性強的輕型霰彈槍就更有利於執勤。克勞奇的目標是創建一款為警察突擊隊（也就是特種武器和戰術部隊的前身）和戰術單位所使用的終極突入用途霰彈槍。他原來的設計是以雷明登11-48半自動霰彈槍為基礎，並且修改成一款可單手射擊的犢牛式霰彈槍。
在1960年代中期，克勞奇將自己的設計賣給了高標生產公司，而後者則以他們的弗萊特王半自動霰彈槍為第一款型號的基礎重新設計，該槍被命名為10A型，它於1967年推向市場。弗萊特王經過大量修改，包括更換了原來的槍托、調遷扳機組件，以及在機匣和槍管後半部份的周圍安裝了三片式塑料外殼。向後的那片塑料外殼為可旋轉式槍托底板的連接點。底部的塑料外殼則具有手槍握把。由於扳機組件前移以容納犢牛式設計，它裝上了一根連桿用以連接新的和原有的扳機位置，使弗萊特王的機匣只需要進行最小的修改便可改裝成10A。
雖然10型的管式彈倉標準容量與弗萊特王霰彈槍一樣是4發，但它亦可裝上管式彈倉延長彈筒，這樣就將霰彈容量增加至6發。
在早期型號的10A型上，頂部塑料部分還收納了內置式手電筒和連瞄準助條式提把。
在後期型號的10B型上則進行了明顯改進，裝上了方便左手用拉機柄、使用新型手電筒並改為與下護木一體式、採用翻轉式準星，以及機匣頂部設有一個大型照門座。照門上兼作為接口安裝了可旋轉式提把，提把不用時可向下翻轉。可拆卸的“Kel-Lite”牌手電筒亦是使用上述的安裝接口連接到槍上。

## 服役
最初，10型只面向執法機關出售。在1960年代後期至1970年代早期，許多美國的警察機構都採用了10型。可是，當大多數執法機關發現了許多不足之處後便停止採用該槍。
最常見的問題就是射擊過程未能正確完成。根據10型使用手冊的指示，射手只能採用麥格農或“高黃銅管”霰彈藥筒。然而，即使採用了正確的霰彈藥筒，其槍栓有時仍然會不能可靠地完成整個發射過程。為HS-10帶來負面影響的其它問題還有設計粗糙而且不可預料的扳機觸感、設計奇怪的可旋轉式槍托，以及其強大的後座力可能令手電筒的电池也會受到損壞。
10型的另一個問題是，射手只能以右手射擊。因為與其他犢牛式槍械一樣，HS-10的拋殼口相當貼近射手臉部，高壓力的彈殼會從槍械右側拋出。若在另一邊射擊的話拋出的彈殼會擊中射手臉部，所以射手只能以右手射擊。為此，該霰彈槍的機匣右側設有一行警告標示（英語：CAUTION - DO NOT SHOOT FROM LEFT SHOULDER.，意為：“注意—不要使用左手射擊”）。

## 使用國
- 阿根廷
  - 阿根廷海军
- 義大利
  - 義大利國家警察（英语：Polizia di Stato）中央安全行動局（英语：Nucleo Operativo Centrale di Sicurezza）[1]
- 墨西哥
  - 墨西哥武裝部隊
- 美国
  - 多個警察部門
  - 美國海軍海豹部隊（曾在越南戰爭期間少量配備試用）

## 參見

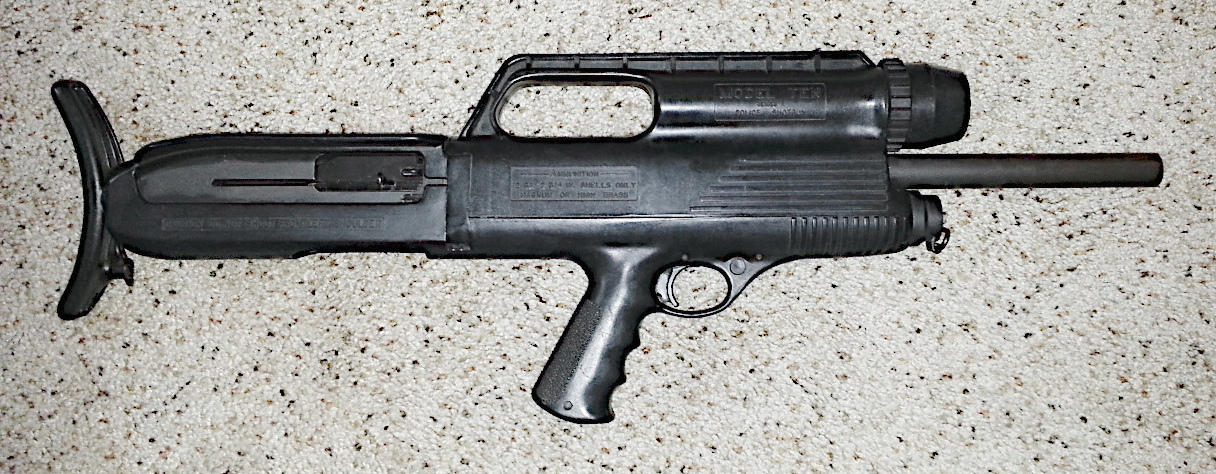
高標10A型霰彈槍

## 外部連結
- （英文）—Modern Firearms—High Standard HS-10 Shotgun （页面存档备份，存于）
- （英文）—The Firearm Blog—Forgotten Weapons Takes on the High Standard 10B （页面存档备份，存于）
- （简体中文）—D Boy Gun World（槍炮世界）—高标10型半自动霰弹枪 （页面存档备份，存于）

1. ↑  .   [2017-03-03]. （原始内容存档于2017-03-03）.